# Tulumajillo

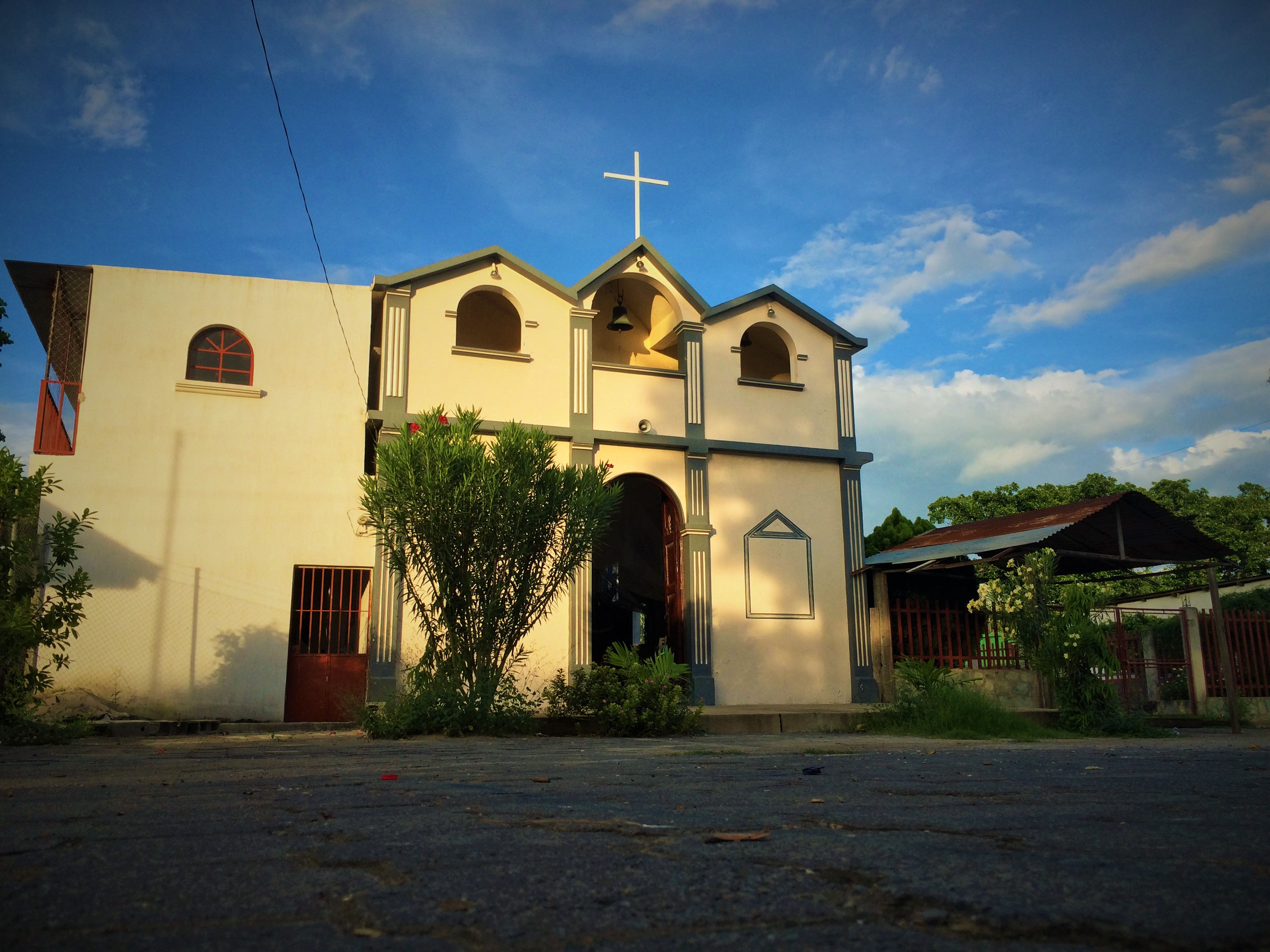
Iglesia de Aldea Tulumajillo

Tulumajillo es una comunidad que pertenece al municipio de San Agustín Acasaguastlán, en Guatemala. El nombre Tulumajillo se tiene la teoría que  proviene como diminutivo del nombre Tulumaje que significa en lengua nativa “Platanar a orilla de Rio grande” o Tulumaj, cuyo significado es “Arbol de barba de chumpe”, que abunda por el lugar. Otros refieren que se deriva de la palabra Tulumaje que significa “lugar de muchos tules”. 

## Descripción geográfica

### Ubicación
Aldea del nor-oriente de Guatemala, perteneciente al municipio de San Agustín Acasaguastlán del departamento de El Progreso. Ubicada sobre la "Ruta hacia las Verapaces" CA-14 a 88 kilómetros de la ciudad de Guatemala, a 12 kilómetros del municipio de San Agustín Acasaguastlán y a 15 kilómetros  de la cabecera departamental, Guastatoya.

#### Límites
Tulumajillo Colinda al norte con la aldea Comaja, al este con aldea Tulumaje, al oeste con aldea Pasasagua, todas del municipio de San Agustín Acasaguastlán, y al sur con las aldeas Palo Amontonado y Piedra Parada del municipio de Guastatoya, El Progreso, de por medio el río Motagua. Su extensión territorial es de 6 km².

### Vías de comunicación
El acceso a Tulumajillo es a través de la ruta a las Verapaces o carretera CA-14 la cual que pasa por la parte media de la aldea. Tulumajillo se encuentra aproximadamente a 3 kilómetros de la carretera Jacobo Arbenz Guzmán o CA-9 una de las vías más importantes de Guatemala. La comunidad  cuenta con varios caminos vecinales de terracería que comunican a la aldea Tulumaje, Comaja, Conacaste pertenecientes a San Agustín Acasaguastlán y a las aldeas Piedra Parada y Palo Amontonado del municipio de Guastatoya, El Progreso. 

### Topografía
Sus terrenos son escasamente planos, con varios cerros y hondonadas (quebradas) de poca profundidad. La comunidad por su forma tiene la característica que hayan escasas probabilidades de una inundación esto debido a que las hondonadas desembocan en el río Comaja que pasa en la parte más baja.

## Recursos naturales

### Flora
Existen bosque espinoso, árboles frutales y otros. En el bosque espinoso sobresalen especies como barba de chumpe, la zarza, brasil, manzanote, quebracho, duruche, nim, subín, nopales, tunos, carupín, palo de giote, chaparro, trueno o jacaranda, eucalipto, madrecacao y palmeras. En esta variedad encontramos árboles que producen maderas de construcción como guayacán, guayabo, aripín, zapotal, hupai y otros.
En la parte de árboles frutales (vegas y regadíos) que se ubica en los márgenes del río Motagua y Comaja, así como alrededor de algunas viviendas, se encuentra árboles de mango de diversas especies, chico, papaya, marañón, jocote, anona, nance, mandarina, aguacate, chicozapote, coco, izote, fruta de pan, mazapán, limón, naranja, guayabos, guanabos, mamey y zunzapote,
En las viviendas también se hallan especies de rosales, buganvilias, claveles, chatas, bombilio, pascuas, mulatas, girasol, hierba buena, cilantro, chinitas, cucuyus, flor de las diez, cebolla, plantas trepadoras, apazote, chipilín, yerba mora o macuy y muchas otras.

### Fauna
Esta es muy variada, aunque ha sido afectada por la explotación humana, encontrándose conejos, zorrillos, tacuazín, ardillas, gato de monte, garzas, mapaches, armadillos, iguanas, garrobos, mazacuatas, cascabeles, corales, garzas, tórtolas, pericas, zanates, jilguero, lechuzas, tecolotes, chorchas, torobojos, cenzontles, urracas, godornizas, gorriones, gavilanes, gallinas, pavos, chumpipes, patos pumullas cantadoras, zopilotes, y los casi extintos coyotes y venados.
Cerdos, cabras, vacas, bueyes, caballos, mulas, burros, juilines, mojarras, butes, madrepezcado, cangrejos, camarones, jutes, caracoles, anguilas, ranas, sapos, saltamontes, esperanzas, libélulas, luciérnagas, mariposas, arañas de varias especies, ciempiés, gusanos, talconetes, alacranes y algunas otras

### Hídricos
Pasan por el lugar, al sur el río Motagua y al norte el río conocido como Comaja que se origina en la Sierra de Las Minas. En la parte llamadas Vegas(cerca del Río Motagua) el recursos hídrico se extrae agua por medio de motores diesel o gasolina, que es llevada por un proyecto de sistema de canales hacia cultivos de limón.Del río Comaja aún se extrae agua por sistema de tomas y por inundación se riega las tierras de sus márgenes, que reciben el nombre de regadíos. Este último aumenta su caudal conforme hayan lluvias pero en los meses más calurosos como marzo y abril se ve afectado por sequía.

## Economía
La economía de Tulumajillo se sostiene mediante diferentes sectores entre los que resaltan el agrícola y el industrial. De igual manera existen comercios los cuales contribuyen a generar empleo a propios y extraños. 
Tulumajillo cuenta con grandes extensiones de terreno reconocidos como regadío y vegas en los cuales se produce principalmente: limón, mango, zapote, chico, maíz, frijol y tabaco. Se tiene gran variedad de ocupaciones, horarios, especializaciones y otras valoraciones propias que provocan que los ingresos diarios por persona sean de entre Q 30.00 a Q 100.00 comúnmente.
Algunas oriundos de esta aldea emigran hacia Estados Unidos y Canadá con visas de trabajo o en el peor de los casos indocumentados, para enviar remesas a familia contribuyendo a la estabilidad económica de las mismas.  

### Principales fuentes de trabajo
Tulumajillo tiene diversas fuentes de trabajo que contribuyen a que su población tenga ingresos económicos. Los principales sectores de empleo son los siguientes: 

#### Agrícola
Las actividades agrícolas a la fecha la practican en el cultivo de árboles frutales de mango de varias clases, zapote, chicozapote, mamey, limón, así como maíz, frijol, tomate, tabaco y chile. El empleo se genera mediante jornales que las personas cumplen en los regadíos o en las vegas.

#### Industrial
En la comunidad existen diversas industrias de la madera o aserraderos como también se les conoce en la cual los empleados cumplen funciones de cepillado, elaboración de cajas tomateras, tarimas,  muebles diversos y otros productos que se exportan a otros lugares del país y a otros países. 
Así mismo existe una industria de limón donde este es sometido a un proceso de secado y seleccionado para posteriormente enviar en contenedores hacia las empresas encargadas de la elaboración del té de limón. 

#### Empresarial
Tulumajillo cuenta con empresas que generan empleo a personas de la región entre los que destacan: restaurantes, gasolineras y auto hoteles. 

#### Comercial
En la aldea existen diferentes tiendas de conveniencia, barberías, carnicerías y puestos de comida ambulantes. Los cuales generan ingresos a la población  

## Educación
Tulumajillo cuenta con cuatro niveles educativos los cuales brindan sus servicios a los niños, niñas y adolescentes de la comunidad y comunidades cercanas. Entre estos niveles están:

### Educación preprimaria

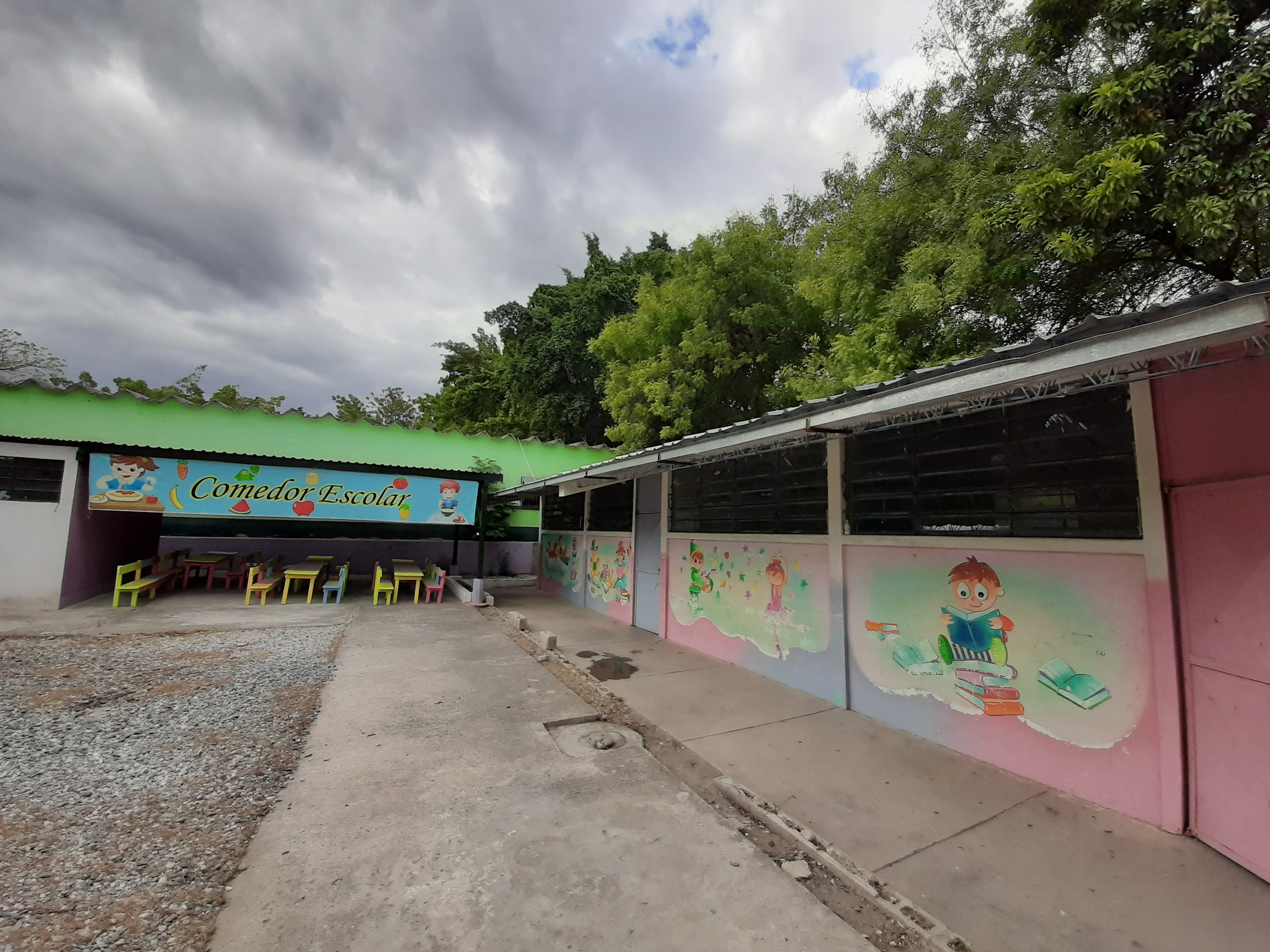
Escuela Oficial de Párvulos

Se imparte en la Escuela Oficial de Párvulos, aldea Tulumajillo. Esta escuela fue fundada en agosto del año 1998 con la profesora encargada Zuly Pensamiento. Actualmente se atienden a niños y niñas en la etapa de 4, 5 y 6 años. 

### Educación primaria
Es el nivel educativo que más años lleva presente en la comunidad. Está presente desde 1940 aproximadamente, la primera escuela tenía un diseño arquitectónico en "cruz" en la cual únicamente se impartían los grados de primero, segundo y tercero primaria. En 1974 llegó a Tulumajillo el profesor Belarmino López Solís sin embargo, la escuela sería derribada por el terremoto del 4 de febrero de 1976. Fue hasta 1980 cuando se iniciaron los trabajo de reconstrucción de la que ahora es la Escuela Oficial Rural Mixta, aldea Tulumajillo.   

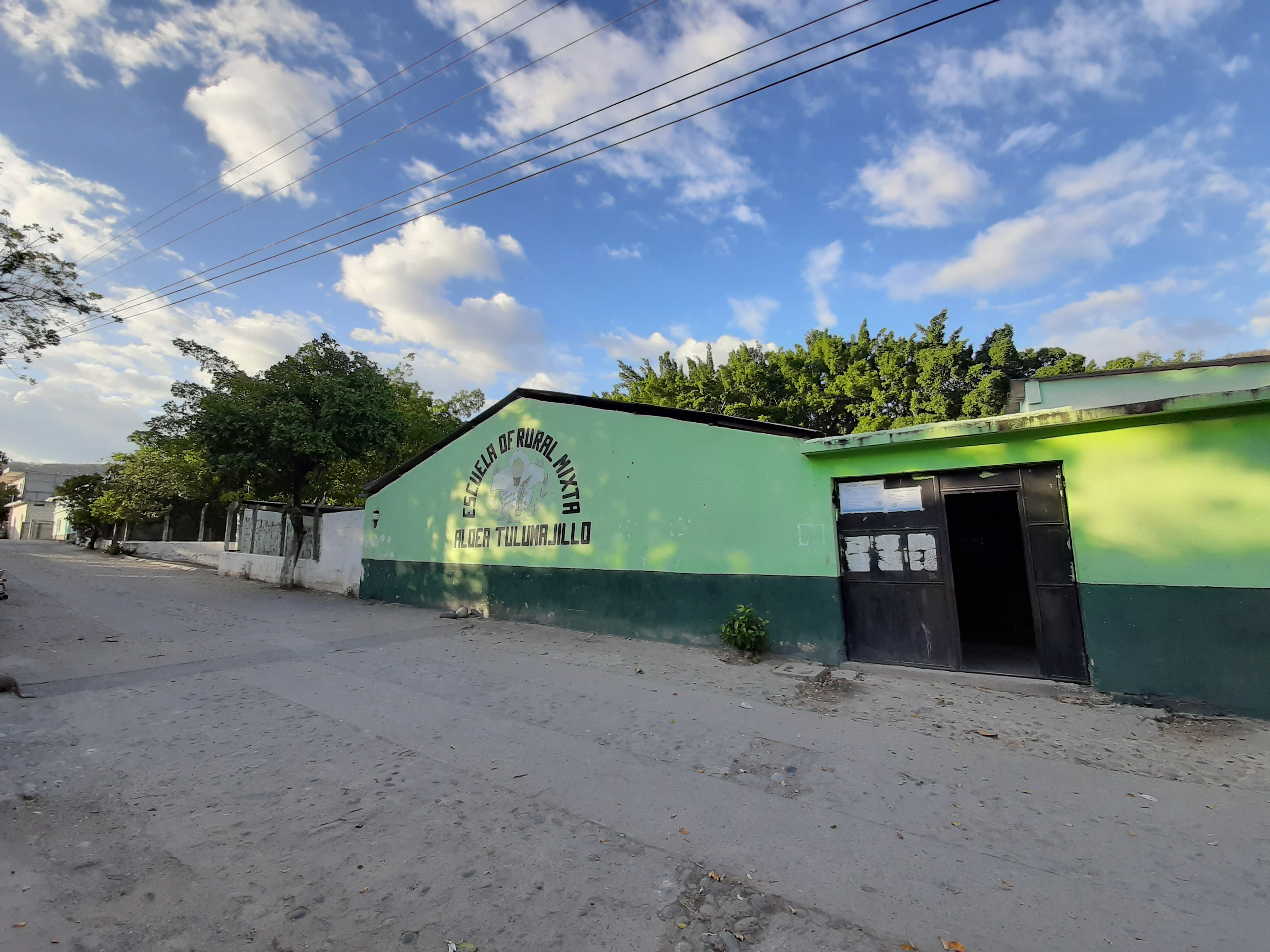
Escuela Oficial Rural Mixta Aldea Tulumajillo - IMED Tulumajillo

Actualmente se imparten los grados desde primero primaria hasta sexto en la jornada matutina.

### Educación media

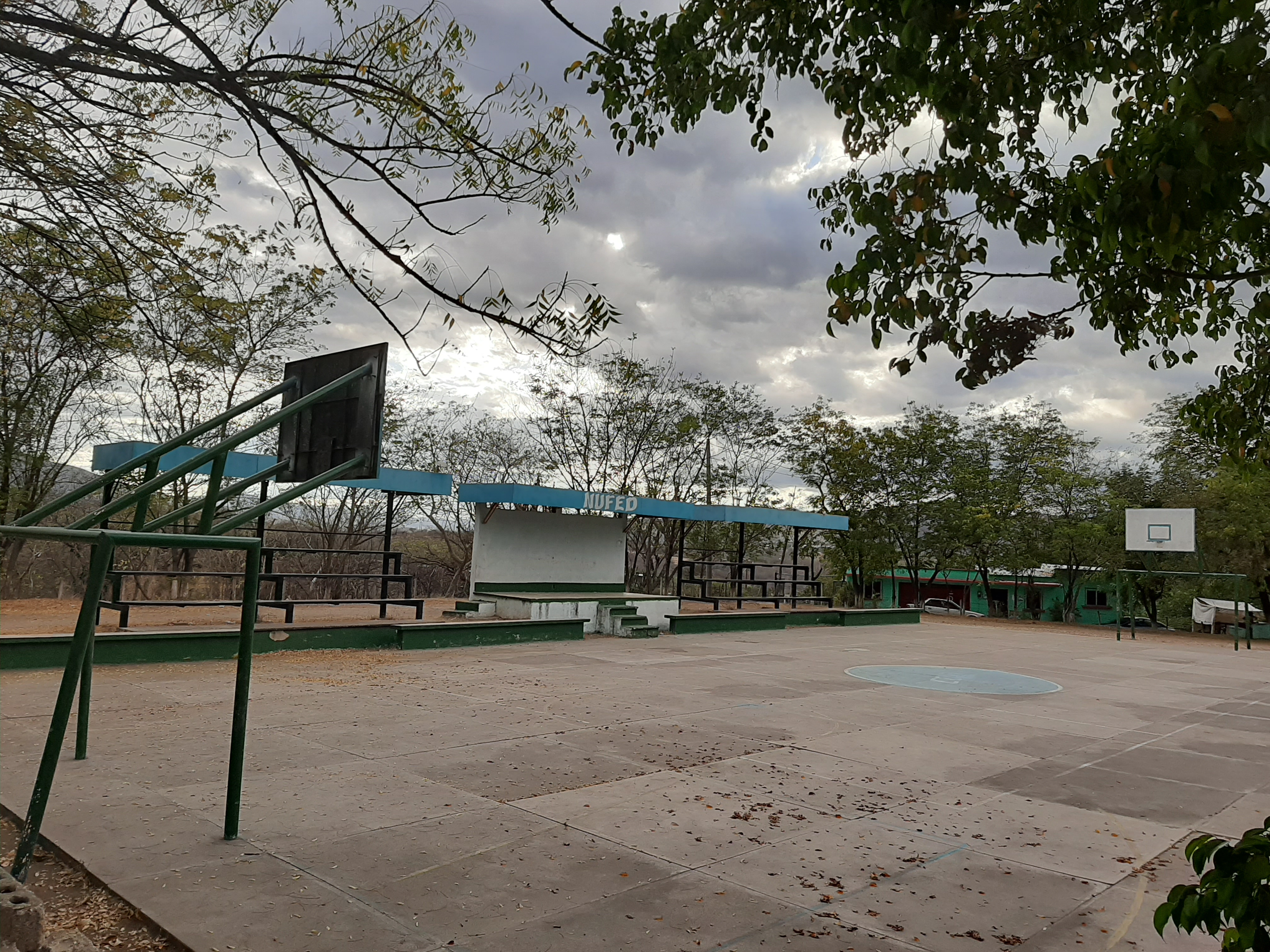
NUFED No.4

#### Ciclo básico
Llegó a la comunidad en 1985 con el centro educativo "Núcleos Familiares Educativos para el Desarrollo" - NUFED No.4, con su modalidad de alternancia. Actualmente el centro educativo NUFED No.4 ofrece los grados de primero, segundo y tercero básico. 

#### Ciclo diversificado
El 22 de noviembre de 2018 fue autorizado mediante resolución departamental el funcionamiento del Instituto Municipal de Educación Diversificada Aldea Tulumajillo ofreciendo la carrera de Bachillerato en Ciencias y Letras con Orientación en Computación misma en 2019 ingresaría la primera promoción de estudiantes. Actualmente el instituto ofrece los grados de cuarto y quinto bachillerato en la especialidad pero corre riesgo de ser cerrado temporalmente por la falta de asignación presupuestaria por parte del alcalde municipal. 

## Servicios
Tecnologías 

Las tecnologías que se utilizan en la comunidad se encuentran dentro de la clasificación de la tecnología flexible que es aquella que incluye : la cámara de fotos o pantallas multimedia las personas hacen uso de estos aparatos. 

También dentro de la clasificación se encuentra la tecnología dura que en ella se encuentra; La PC, televisión y los automóviles. 

Por último se encuentra la tecnología de operación que estos son el Internet que toda la población, en realidad es un número muy bajo de personas que no utilizan este recurso y además se encuentran los libros electrónicos. 

Es en verdad pocos tipos de tecnología con los que cuenta la comunidad.
- Datos: Q97181521